# Malinów (szczyt)
Malinów (1115 m n.p.m.) – płaskie, rozległe wzniesienie w Paśmie Baraniej Góry i Skrzycznego w Beskidzie Śląskim. Znajduje się w bocznym grzbiecie biegnącym od Malinowskiej Skały ku Przełęczy Salmopolskiej.
Od Malinowskiej Skały Malinów oddzielony jest głęboko wciętą Malinowską Przełęczą (1012 m). Na jego szczycie grzbiet rozgałęzia się: główny grzbiet biegnie na zachód ku Przełęczy Salmopolskiej i dalej na Kotarz, w kierunku północnym natomiast biegnie krótki grzbiet opadający przez polanę Pośrednie w widły Żylicy i jej dopływu – Potoku Malinów. Pomiędzy grzbiety te wcina się dolnka potoku Sucha Roztoka.
Grzbietowa część Malinowa zbudowana jest z występujących tylko w tej części Beskidu Śląskiego tzw. zlepieńców z Malinowskiej Skały. Na stokach liczne wychodnie skalne w formie m.in. baszt i ambon, dochodzących do 9 m wysokości i 120 m długości. W zboczach góry znajduje się szereg jaskiń, w tym najdłuższa jaskinia polskiego fliszu karpackiego – Jaskinia Wiślańska o łącznej długości korytarzy 2275 m, a także druga co do długości jaskinia fliszowa – Jaskinia Miecharska o długości korytarzy 1838 m. Na południowym stoku góry, tuż pod grzbietem od strony Wisły Malinki, znajduje się otwór wejściowy znanej Jaskini Malinowskiej, chronionej jako pomnik przyrody, lecz udostępnionej do zwiedzania.
Szczyt Malinowa jeszcze na początku lat 90. XX w. w całości porośnięty był lasami świerkowymi. Dziś pokryty jest wielkimi wyrębami, z których można oglądać panoramy na Pasmo Stożka i Czantorii i Stożka, Klimczok, Kotarz, Skrzyczne oraz Szczyrk. Grzbietem Malinowa biegnie granica między miastami Wisła w powiecie cieszyńskim i Szczyrk w powiecie bielskim.

## Szlaki turystyczne
Przez Malinów przebiega czerwony szlak z Przełęczy Salmopolskiej na Malinowską Skałę. Na szczycie kończy się szlak zielony ze Szczyrku Soliska.
 odcinek: Przełęcz Salmopolska – Malinów – Malinowska Przełęcz – Rozdroże pod Malinowską Skałą – Malinowska Skała. Czas przejścia: 1:05 godz., suma podejść 300 m, suma zejść 100 m, z powrotem 1 godz.
 Szczyrk Solisko – polana Pośrednie – Malinów. Czas przejścia 1:20 godz., suma podejść 450 m, z powrotem 55 min.